# Calliopum nigerrimum
Calliopum nigerrimum är en tvåvingeart som först beskrevs av Axel Leonard Melander 1913.  Calliopum nigerrimum ingår i släktet Calliopum och familjen lövflugor.
Artens utbredningsområde är Kalifornien. Inga underarter finns listade i Catalogue of Life.